# Lucius Cornelius Scipio (Konsul 259 v. Chr.)
Lucius Cornelius Scipio war ein Politiker der römischen Republik aus der bedeutenden gens Cornelia und einer der ersten der Scipionen, des berühmtesten Zweiges der Familie.
In einem nicht genau bekannten Jahr war er kurulischer Ädil, bevor er im Jahr 259 v. Chr., während des Ersten Punischen Krieges, gemeinsam mit Gaius Aquillius Florus Konsul wurde. Als Oberbefehlshaber eroberte er die Stadt Aléria auf Korsika und nahm Sardinien bis auf das von den Karthagern tapfer verteidigte Olbia fast ganz ein. Nach dem römischen Sieg wurde ihm ein Triumphzug bewilligt. Im folgenden Jahr 258 v. Chr. wurde Scipio Zensor. Er weihte der römischen Sturmgöttin Tempestas einen Tempel, weil seine Flotte im Krieg von Stürmen verschont geblieben war.
Auf seinem Sarkophag ist das älteste poetische Elogium der Scipionengräber erhalten, in dem jedoch sein Triumphzug nicht erwähnt wird.